# Diocesi di Grosseto

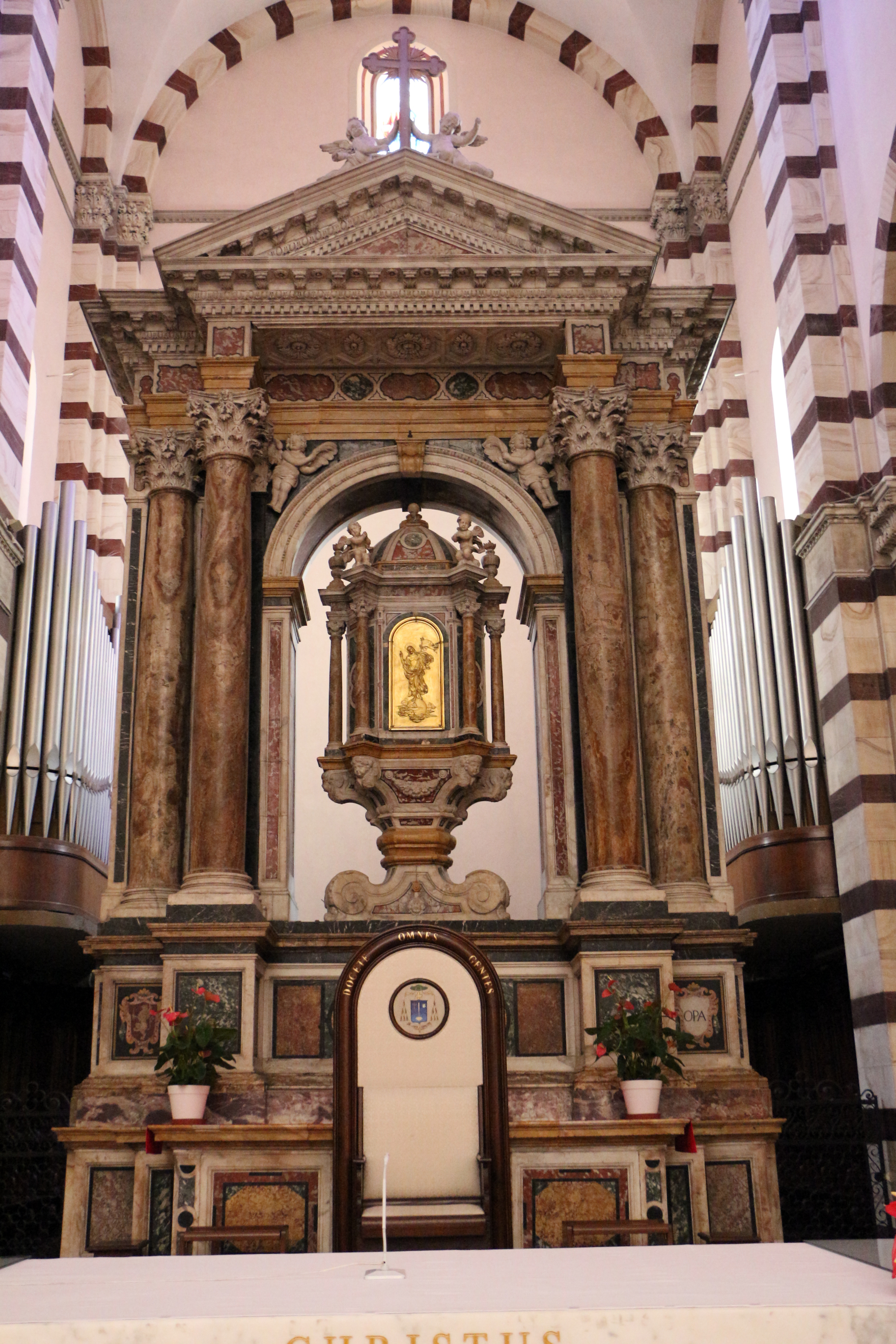
La cattedra, nella cattedrale di San Lorenzo a Grosseto.

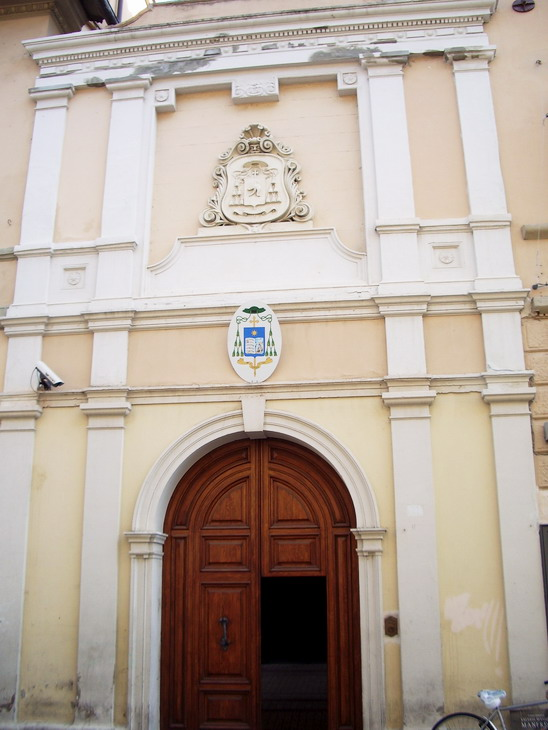
L'ingresso del palazzo vescovile di Grosseto.

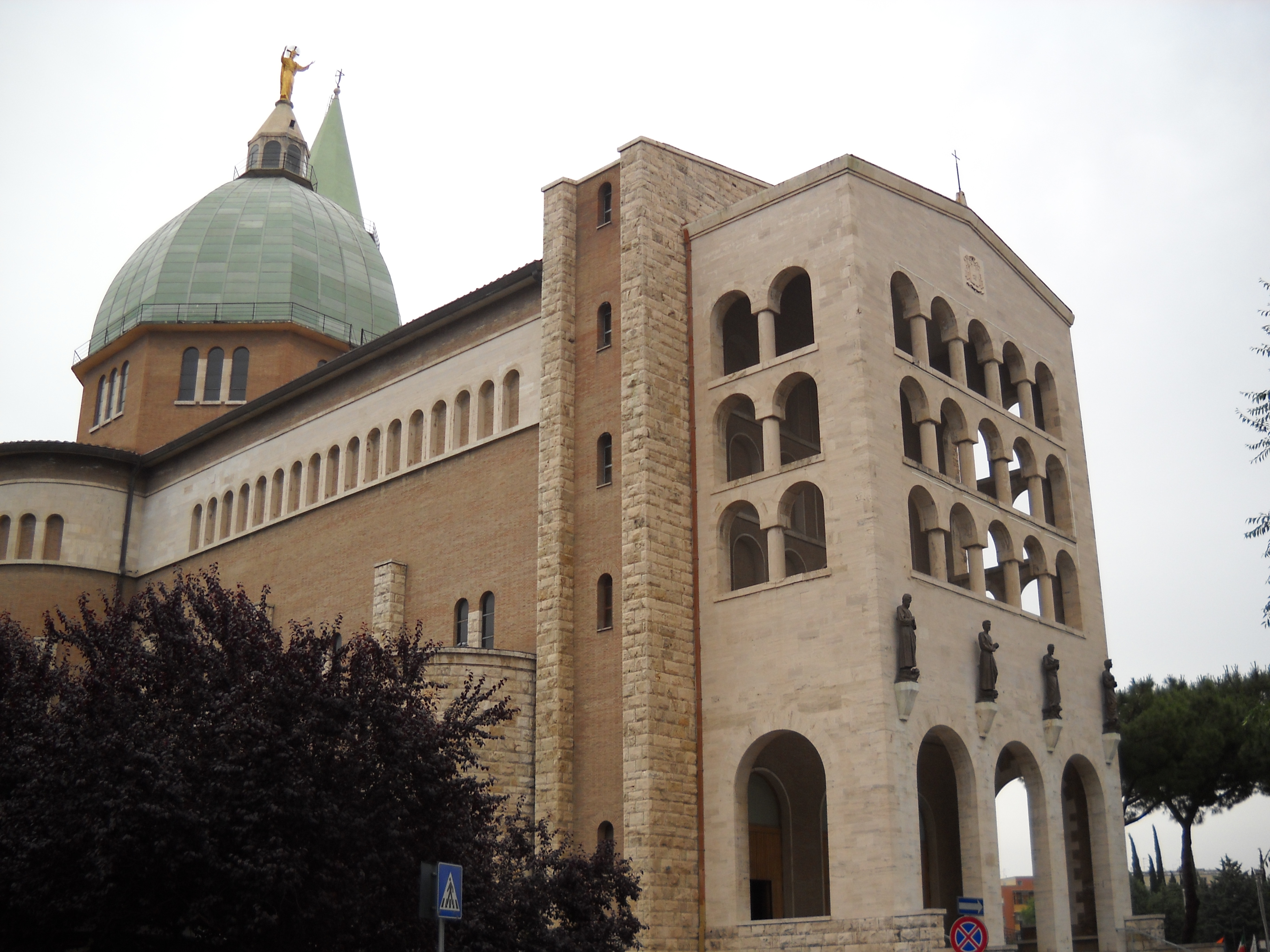
La basilica del Sacro Cuore di Gesù di Grosseto.

La diocesi di Grosseto (in latino Dioecesis Grossetana) è una sede della Chiesa cattolica in Italia suffraganea dell'arcidiocesi di Siena-Colle di Val d'Elsa-Montalcino appartenente alla regione ecclesiastica Toscana. Nel 2023 contava 128 000 battezzati su 131 000 abitanti. È retta dal vescovo Bernardino Giordano.

## Territorio
La diocesi si estende su 10 comuni della provincia di Grosseto: Campagnatico, Castiglione della Pescaia, Cinigiano (le frazioni di Sasso d'Ombrone e Poggi del Sasso), Civitella Paganico (la frazione di Casale di Pari), Gavorrano, Grosseto, Massa Marittima (la frazione di Tatti), Montieri (la frazione di Boccheggiano), Roccastrada, Scarlino.
Sede vescovile è la città di Grosseto, dove si trova la cattedrale di San Lorenzo. Nella stessa città sorge anche la basilica minore del Sacro Cuore di Gesù.

### Parrocchie e zone pastorali
Il territorio ha una superficie di 1 239 km² ed è suddiviso in 50 parrocchie, raggruppate in 4 zone pastorali:
- la zona pastorale urbana comprende 10 parrocchie della città di Grosseto: San Lorenzo nella Cattedrale, San Giuseppe, San Giuseppe Benedetto Cottolengo, Sacro Cuore, Santissimo Crocifisso, Maria Santissima Addolorata, San Francesco, Santa Lucia, Santa Famiglia e Madre Teresa di Calcutta;
- la zona pastorale suburbana comprende 11 parrocchie delle frazioni di Grosseto: Santa Maria dell'Alberese, San Guglielmo d'Aquitania (Braccagni), San Martino vescovo (Batignano), San Vincenzo de' Paoli (Casotto Pescatori), Santissimo Salvatore (Istia d'Ombrone), Santi Stefano e Lorenzo martiri in San Niccolò (Montepescali), Santa Maria Assunta (Nomadelfia), San Carlo Borromeo (Principina Terra), Santa Maria Goretti (Rispescia), Immacolata Concezione (Roselle) san Rocco e B.V. del Carmelo (Marina di Grosseto);
- la zona pastorale minerario-costiera comprende 12 parrocchie nei comuni di
  - Castiglione della Pescaia: San Giovanni Battista, Sant'Andrea apostolo di Tirli, Santa Maria Assunta di Buriano, la Consolata di Punta Ala e Santi Simone e Giuda di Vetulonia,
  - Gavorrano: San Giuliano, San Giuseppe lavoratore di Bagno di Gavorrano, San Biagio di Caldana, Sant'Egidio di Giuncarico e San Leonardo di Ravi,
  - Scarlino: San Martino in San Donato e Madonna delle Grazie di Scarlino Scalo,
- la zona pastorale collinare comprende 17 parrocchie nei comuni di
  - Campagnatico: San Giovanni Battista, San Cerbone di Montorsaio, Maria Santissima Ausiliatrice di Marrucheti e Madonna di Lourdes di Arcille,
  - Roccastrada: San Niccolò, San Giovanni Battista di Torniella, Santi Paolo e Barbara di Ribolla, San Michele arcangelo di Sassofortino, San Martino di Roccatederighi, Maria Santissima Madre della Chiesa di Sticciano, Sant'Antonio abate di Olmini di Sticciano e Sant'Andrea apostolo di Montemassi,
  - Massa Marittima: Santa Maria Assunta di Tatti,
  - Montieri: San Bartolomeo apostolo di Boccheggiano,
  - Cinigiano: San Michele arcangelo di Sasso d'Ombrone e Santa Margherita di Poggi del Sasso,
  - Civitella Paganico: San Donato di Casale di Pari.

## Istituti religiosi
Al 2021 sono presenti in diocesi i seguenti istituti religiosi:

### Istituti religiosi maschili
- Ordine dei carmelitani scalzi
- Ordine dei frati minori
- Ordine dei frati minori cappuccini
- Congregazione dei Servi della Carità - Opera don Guanella
- Comunità monastica di Siloe (associazione pubblica di fedeli)

### Istituti religiosi femminili
- Suore di Sant'Anna
- Piccole ancelle del Sacro Cuore
- Figlie di San Tommaso apostolo
- Suore francescane figlie di Santa Elisabetta
- Suore carmelitane teresiane

## Storia
La diocesi di Grosseto è erede dell'antica diocesi di Roselle, la cui sede vescovile venne trasferita a Grosseto nel 1138, rimanendo invariato l'assetto territoriale fino al XV secolo.
La diocesi di Roselle è attestata per la prima volta sul finire del V secolo, con il vescovo Vitaliano, presente al concilio romano celebrato da papa Simmaco il 1º marzo 499. Segue, un secolo dopo, il vescovo Balbino, che venne nominato da Gregorio Magno visitatore nella diocesi di Populonia, rimasta senza il suo pastore, e che prese parte al concilio del 595. Anche gli altri vescovi di Roselle del primo millennio, sono noti per lo più per la loro partecipazione ai concili celebrati dai pontefici romani.
Il territorio della diocesi coincideva con quello della circoscrizione civile; questa situazione si mantenne fino all'epoca longobarda, quando la parte nordorientale, comprendente le zone di Ancaiano, Civitella, Paganico e, forse, Cinigiano, passò alla diocesi di Siena. Questo smembramento divise la diocesi di Roselle in due porzioni non contigue tra loro; l'exclave detta «la Pisana» verrà ceduta a favore della diocesi di Montalcino nel XV secolo.
La primitiva cattedrale di Roselle è stata identificata o con la basilica paleocristiana ricavata nelle terme di età imperiale dell'antica città, o con la chiesa romanica edificata poco a est del foro cittadino nella località denominata oggi Moscona; essa era dedicata al martire San Lorenzo, nome con cui era nota la Sancta Rosellana Ecclesia molto prima del 1071. Sul finire dell'XI secolo, ad opera di Dodone o del suo successore Baulfo, la sede vescovile venne trasferita sulle pendici del Poggio Mosconcino; la nuova cattedrale è attestata in un documento del 1108.
Nel corso dell'XI secolo una controversia sui confini diocesani con la diocesi di Populonia fu risolta a favore di Roselle da papa Gregorio VII nel 1076.
La presenza monastica nel territorio diocesano è testimoniata in modo particolare a partire dal Mille. Si ricordano i camaldolesi che fondarono il monastero di San Lorenzo al Lanzo nel 1204, gli agostiniani di Sestinga a partire dal 1258, i cisterciensi di San Salvatore di Giugnano nel 1209; la diocesi vide il sorgere di un ordine monastico autoctono, quello dei Guglielmiti, cui passò nel XII secolo l'abbazia di San Pancrazio al Fango. Altro importante centro monastico fu l'abbazia di San Rabano, citata per la prima volta in un documento del 1101 come Santa Maria Alborensis.
Nel XII secolo, una serie di eventi determinarono il definitivo trasferimento della sede vescovile da Roselle, ormai ridotta a piccolo centro, a Grosseto, elevata a sede pievana nel 1101. A tal proposito, un ruolo fondamentale fu svolto da papa Innocenzo II, che soggiornò più volte nella città di Grosseto tra il 1133 e il 1137 ospite del vescovo Rolando, dopo la precedente visita di papa Callisto II del maggio 1120. Durante una delle sue presenze nel capoluogo maremmano, il papa assistette, tra l'altro, all'assedio portato alla città dalle truppe tedesche del duca Arrigo di Baviera (1137), dopo il rifiuto dei grossetani di prestare il servizio dovuto all'imperatore. Il 9 aprile 1138, con la bolla Sacrosancta Romana Ecclesia, Innocenzo II decretò il trasferimento della cattedra vescovile da Roselle a Grosseto. Si trattò di un semplice trasferimento della sede episcopale, senza alcun ulteriore mutamento dei confini diocesani; tuttavia Roselle mantenne per un certo periodo il capitolo dei canonici dell'antica cattedrale.
Secondo i più antichi registri delle Rationes decimarum, tra XII e XIII secolo la diocesi di Grosseto comprendeva 24 pievi; questa suddivisione rimase invariata fino al XV secolo. Nel 1462 infatti la diocesi grossetana cedette una porzione di territorio, comprensivo delle circoscrizioni pievane di Camigliano, Argiano, Poggio alle Mura, Porrona e Cinigiano, per l'erezione della diocesi di Montalcino. Nel 1459 la diocesi, da sempre immediatamente soggetta alla Santa Sede, divenne suffraganea dell'arcidiocesi di Siena.
Un lungo periodo di declino caratterizzò il Cinquecento e il Seicento, ben documentato già nella visita apostolica effettuata nel 1576 dal vescovo perugino Francesco Bossi. Ancora nella seconda metà del XVI secolo il territorio pagava le conseguenze delle lunghe guerre che avevano posto fine all'indipendenza di Siena, di cui Grosseto faceva parte, e avevano visto la nascita del Granducato di Toscana nel 1557. Nella città episcopale la maggior parte delle chiese era andata distrutta e la cattedrale era di fatto l'unica parrocchia cittadina; il personale ecclesiastico era ridotto al minimo, insufficiente per le necessità pastorali della diocesi, e per lo più composto da preti provenienti da diocesi vicine, e in alcuni casi letteralmente analfabeti; non esisteva alcuna preparazione teologica e non v'erano le risorse necessarie per la fondazione del seminario vescovile. L'insalubrità della Maremma inoltre ebbe, tra le altre, due conseguenze gravissime per la diocesi: era pressoché spopolata, comprendendo poche migliaia di abitanti, e i vescovi, fino all'Ottocento, preferivano risiedere altrove, spesso anche fuori diocesi, assentandosi per lunghi periodi e cercando riparo in località più salubri soprattutto nei periodi estivi.
In questo contesto fecero eccezione l'episcopato di Giacomo Falconetti (1703-1710), che spese le sue energie nel governo pastorale della diocesi, riuscì per la prima volta ad aprire il seminario vescovile e convocò due volte il sinodo diocesano (1705 e 1709); e quello di Antonio Maria Franci (1737-1790), primo vescovo grossetano ad essere nato nella diocesi, che negli oltre cinquant'anni del suo episcopato ricoprì un ruolo centrale nella storia della Maremma grossetana in epoca lorenese.
Sul finire del Settecento, la dominazione napoleonica portò alla temporanea cessione di alcune parrocchie di Castiglione della Pescaia alla diocesi di Ajaccio; il secolo successivo vide la sede vacante per un decennio, proprio in concomitanza con l'unità d'Italia.
Nel 1858 il defunto vescovo Giovanni Domenico Francesco Mensini lasciò un fondo di 30.000 scudi per la costruzione del nuovo seminario. Il progetto di Mensini fu portato a termine da Paolo Galeazzi nel 1935, che inaugurò il 26 ottobre di quell'anno il nuovo edificio in via Ferrucci; oggi è sede e punto di riferimento per diverse attività diocesane.
Dal 1924 al 1932, durante l'episcopato di Gustavo Matteoni, la diocesi di Grosseto fu unita in persona episcopi alla diocesi di Sovana-Pitigliano.
La bonifica della Maremma portò all'aumento del numero della popolazione e di conseguenza l'aumento costante del numero delle parrocchie; ne è un esempio la città di Grosseto, che fino al 1938 aveva una sola parrocchia e oggi ne ha 10. Altre parrocchie furono erette nei nuovi centri abitati, come Sticciano Stazione, Bagno di Gavorrano, Scarlino Scalo e Marina di Grosseto.
Il 7 ottobre 1975 acquisì dalla diocesi di Sovana-Pitigliano le frazioni grossetane di Alberese e Rispescia.
Il 21 maggio 1989 la città e la diocesi di Grosseto ricevettero la visita di papa Giovanni Paolo II, il terzo pontefice della storia a recarsi nel capoluogo maremmano, a distanza di 852 anni dall'ultima visita di un papa. Il 10 maggio 2018 papa Francesco ha visitato la comunità di Nomadelfia, parrocchia comunitaria della diocesi di Grosseto.
Dal 19 giugno 2021 è unita in persona episcopi alla diocesi di Pitigliano-Sovana-Orbetello.

## Cronotassi
Si omettono i periodi di sede vacante non superiori ai 2 anni o non storicamente accertati.

### Vescovi di Roselle
- Vitaliano † (menzionato nel 499)
- Balbino † (prima del 591 - dopo il 595)
- Teodoro † (menzionato nel 649)
- Valeriano † (menzionato nel 680)
- Gaudioso (menzionato nel giugno del 715)
- Rauperto † (menzionato nell'826)
- Ottone I † (prima dell'850 circa ?[11] - dopo l'861)
- Radaldo † (menzionato nel 967)[12]
- Ottone II ? † (menzionato nel 1000 circa)[13]
- Ranieri † (menzionato nel 1015)[12]
- Crescenzio † (menzionato nel 1036)[12]
- Gerardo † (prima del 1050 - dopo il 18 gennaio 1060)[12]
- Dodone † (prima del 15 aprile 1060 - dopo il 1079)[12]
- Baulfo o Ranulfo ? † (circa 1090)[14]
- Gaulfrido ? † (circa 1100)[15]
- Ildebrando † (prima del 1101 - dopo il 1108)[12]
- Berardo † (menzionato nel 1118)[12]
- Anonimo † (menzionato nel 1122/1124 circa)[16]
- Rolando † (prima del 1133 - aprile 1138 nominato vescovo di Grosseto)

### Vescovi di Grosseto
- Rolando † (aprile 1138 - dopo il 1160)
- Martino † (prima del 1174 - dopo il 1179)
- Gualfredo † (prima del 1187 - dopo il 1202[17])
- Azzo † (menzionato nel 1210)
- Ermanno † (circa 1212 - 1º febbraio 1216 deceduto)
- Pepo, O.Cist. † (prima del 1220 - dopo il 1228)
- Azio I † (30 aprile 1240 - ?)
- Ugo di Ugurgeri † (menzionato nel 1262)
- Azio II † (1265 - 1277 deceduto)
  - Bindo di Montorgiali † (1277 – 17 marzo 1278) (vescovo eletto)
- Bartolomeo da Amelia, O.F.M. † (9 aprile 1278 - ? deceduto)
- Offreduccio † (13 marzo 1291 - circa 1295 deceduto)
- Giovanni I † (12 ottobre 1295 - circa 1305 deceduto)
- Restauro, O.F.M. † (18 aprile 1306 - 1328 deceduto)
- Filippo Bencivenne, O.P. † (7 novembre 1328 - circa 1330 deceduto)
- Angelo da Porta Sole, O.P. † (12 febbraio 1330 - 22 febbraio 1334 deceduto)
- Angelo Cerretani † (18 giugno 1334 - 1349 deceduto)
- Benedetto Cerretani † (2 novembre 1349 - 1383 deceduto)
- Giacomo Tolomei, O.F.M.Conv. † (1384 - 26 gennaio 1390 deceduto)
- Angelo Malavolti † (27 settembre 1390 - ?)
- Giovanni II † (1400 - 1400)
- Antonio Malavolti † (1400 - 1406 deceduto)
- Francesco Bellanti † (1407 - 6 luglio 1417 deceduto)
- Giovanni Pecci † (15 dicembre 1417 - 1º marzo 1426 deceduto)
  - Antonio Casini † (12 settembre 1427 - 4 febbraio 1439 deceduto) (amministratore apostolico)
  - Giuliano Cesarini † (1439 - 10 novembre 1444 deceduto) (amministratore apostolico)
- Memmo Agazzari † (30 luglio 1445 - 4 ottobre 1452 deceduto)
- Giovanni Agazzari † (6 ottobre 1452 - 1468 o 1471 deceduto)
- Giovanni Pannocchieschi d'Elci † (1471 - 1488 deceduto)
- Andreoccio Ghinucci † (9 marzo 1489 - 1497 deceduto)
- Raffaello Petrucci † (4 agosto 1497 - 11 dicembre 1522 deceduto)
- Ferdinando Ponzetti † (22 dicembre 1522 - 25 febbraio 1527 dimesso)
- Wolfgang Goler † (25 febbraio 1527 - luglio 1527 deceduto)
- Marco Antonio Campeggi † (23 marzo 1528 - 7 maggio 1553 deceduto)
  - Fabio Mignanelli † (17 maggio 1553 - 2 ottobre 1553 dimesso) (amministratore apostolico)
- Giacomo Mignanelli † (2 ottobre 1553 - 1576 deceduto)
- Claudio Borghese † (22 agosto 1576 - 1590 deceduto)
- Clemente Politi † (26 aprile 1591 - 25 ottobre 1606 deceduto)
- Giulio Sansedoni † (20 novembre 1606 - 1611 dimesso)
- Francesco Piccolomini † (17 agosto 1611 - maggio 1622 deceduto)
- Girolamo Tantucci † (11 luglio 1622 - 1637 deceduto)
- Ascanio Turamini † (2 marzo 1637 - 2 settembre 1647 deceduto)
- Giovanni Battista Gori Pannilini † (1º marzo 1648 - 1662 deceduto)
- Giovanni Pellei, O.F.M.Conv. † (11 febbraio 1664 - 8 luglio 1664 deceduto)
- Cesare Ugolini † (13 aprile 1665 - dicembre 1699 deceduto)
- Sebastiano Perissi † (28 maggio 1700 - novembre 1701 deceduto)
- Giacomo Falconetti, O.P. † (15 gennaio 1703 - 29 aprile 1710 deceduto)
- Bernardino Pecci † (15 dicembre 1710 - 1º giugno 1736 deceduto)
- Antonio Maria Franci † (6 maggio 1737 - 10 aprile 1790 deceduto)
- Fabrizio Selvi † (17 giugno 1793 - 9 giugno 1835 dimesso)
  - Sede vacante (1835-1837)
- Giovanni Domenico Francesco Mensini † (2 ottobre 1837 - 29 aprile 1858 deceduto)
  - Sede vacante (1858-1867)
- Anselmo Fauli, O.Carm. † (22 febbraio 1867 - 30 gennaio 1876 deceduto)
- Giovanni Battista Bagalà Blasini † (3 aprile 1876 - 1º marzo 1884 deceduto)
- Bernardino Caldaioli † (1º marzo 1884 succeduto - 27 febbraio 1907 deceduto)
- Ulisse Carlo Bascherini † (8 luglio 1907 - 8 marzo 1920 dimesso[18])
- Gustavo Matteoni † (8 marzo 1920 - 3 marzo 1932 nominato arcivescovo coadiutore di Siena[19])
- Paolo Galeazzi † (16 settembre 1932 - 10 agosto 1971 deceduto)
- Primo Gasbarri † (16 ottobre 1971 - 22 gennaio 1979 dimesso)
- Adelmo Tacconi † (23 marzo 1979 - 20 luglio 1991 ritirato)
- Angelo Scola (20 luglio 1991 - 14 settembre 1995 nominato presidente del Pontificio istituto Giovanni Paolo II per studi su matrimonio e famiglia)
- Giacomo Babini † (13 luglio 1996 - 17 novembre 2001 dimesso)
- Franco Agostinelli (17 novembre 2001 - 29 settembre 2012 nominato vescovo di Prato)
- Rodolfo Cetoloni, O.F.M. (28 maggio 2013 - 19 giugno 2021 ritirato)
- Giovanni Roncari, O.F.M.Cap. (19 giugno 2021 - 19 dicembre 2024 ritirato)
- Bernardino Giordano, dal 19 dicembre 2024

## Statistiche
La diocesi nel 2023 su una popolazione di 131 000 persone contava 128 000 battezzati, corrispondenti al 97,7% del totale.
| anno | popolazione | popolazione | popolazione | presbiteri | presbiteri | presbiteri | presbiteri                | diaconi | religiosi | religiosi | parrocchie |
| anno | battezzati  | totale      | %           | numero     | secolari   | regolari   | battezzati per presbitero | diaconi | uomini    | donne     | parrocchie |
| ---- | ----------- | ----------- | ----------- | ---------- | ---------- | ---------- | ------------------------- | ------- | --------- | --------- | ---------- |
| 1950 | 99.800      | 100.000     | 99,8        | 105        | 66         | 39         | 950                       |         | 6         |           | 45         |
| 1970 | 127.702     | 129.009     | 99,0        | 109        | 62         | 47         | 1.171                     |         | 51        | 106       | 57         |
| 1980 | 107.500     | 108.300     | 99,3        | 82         | 52         | 30         | 1.310                     |         | 60        | 120       | 52         |
| 1990 | 110.000     | 115.000     | 95,7        | 79         | 48         | 31         | 1.392                     | 1       | 31        | 76        | 49         |
| 1999 | 110.434     | 112.805     | 97,9        | 83         | 52         | 31         | 1.330                     | 2       | 55        | 53        | 49         |
| 2000 | 110.152     | 111.140     | 99,1        | 82         | 52         | 30         | 1.343                     | 2       | 40        | 49        | 49         |
| 2001 | 104.845     | 111.370     | 94,1        | 77         | 51         | 26         | 1.361                     | 2       | 27        | 46        | 49         |
| 2002 | 105.215     | 111.810     | 94,1        | 82         | 56         | 26         | 1.283                     | 2       | 26        | 45        | 49         |
| 2003 | 105.882     | 111.307     | 95,1        | 80         | 55         | 25         | 1.323                     | 2       | 25        | 43        | 49         |
| 2004 | 105.850     | 110.980     | 95,4        | 77         | 52         | 25         | 1.374                     | 2       | 25        | 36        | 49         |
| 2006 | 122.464     | 128.338     | 95,4        | 76         | 55         | 21         | 1.611                     | 3       | 21        | 32        | 50         |
| 2013 | 125.459     | 134.903     | 93,0        | 71         | 51         | 20         | 1.767                     | 5       | 20        | 28        | 50         |
| 2016 | 125.388     | 134.826     | 93,0        | 70         | 51         | 19         | 1.791                     | 6       | 19        | 35        | 50         |
| 2019 | 122.000     | 130.100     | 93,8        | 67         | 51         | 16         | 1.820                     |         | 17        | 25        | 50         |
| 2021 | 128.920     | 132.000     | 97,7        | 66         | 47         | 19         | 1.953                     | 6       | 25        | 28        | 50         |
| 2023 | 128.000     | 131.000     | 97,7        | 66         | 47         | 19         | 1.939                     | 6       | 25        | 28        | 50         |